# Ranunculus marmarosiensis
Ranunculus marmarosiensis — вид квіткових рослин з родини жовтецевих (Ranunculaceae).

## Поширення
Росте в Україні, Молдові, Румунії.